# Sexual Life
Pour plus de détails, voir Fiche technique et Distribution.
Sexual Life est un film américain réalisé par Ken Kwapis et sorti en 2004.

## Fiche technique
- Titre : Sexual Life
- Réalisation : Ken Kwapis
- Scénario : Ken Kwapis
- Musique : Cliff Eidelman
- Directeur de la photographie : Edward J. Pei
- Producteurs : Ken Aguado, Carol Baum
- Coproducteurs : Alex Soffer
- Montage : Kathryn Himoff
- Distribution : Jakki Fink, Shani Ginsberg
- Création des décors : Gregory Mannino
- Costumière : Alina Panova
- Société de production : Showtime Independent Films
- Genre : Comédie dramatique
- Pays d’origine :  États-Unis
- Durée : 96 minutes
- Date de sortie : 19 juin 2004

## Distribution
- Azura Skye : Lorna
- Carla Gallo : Terri
- Anne Heche : Gwen
- Elizabeth Banks : Sarah
- Tom Everett Scott : Todd
- Steven Weber : David Wharton